# Сантиментално пътешествие из Франция и Италия
„Сантиментално пътешествие из Франция и Италия“ е роман на Лорънс Стърн, написан и публикуван през 1768 г., малко преди смъртта на Стърн. През 1765 г. Стърн пътешества през Франция и Италия и стига на юг до Неапол. След завръщането си решава да опише видяното от сантиментална гледна точка. Романът може да се разглежда като възможен епилог на недовършената му работа „Животът и мненията на Тристрам Шанди, джентълмен“, а също и като реакция на несатнтименталното описание по същата тема, направено от Тобиас Смолет. Стърн среща Смолет в Италия и го изобразява в романа си като сприхав и постоянно мърморещ герой (Smelfungus).
Романът е изключително популярен и влиятелен и спомага за утвърждаването на пътеписа като водещ жанр през втората половина на XVIII век. За разлика от предишни описания на пътешествия из Европа, които наблягат на класическото образование и използват безпристрастна гледна точка, „Сантиментално пътешествие из Франция и Италия“ подчертава субективните възприятия, дискутира личния вкус и настроенията, дава предимство на нравите и морала над класическите образци. След 1770 г. пътеписи започват да публикуват и жени, като техните творби са преидмно сантиментални. Сантиментът се превръща в предпочитан стил и сред онези, които изразяват нестандартни възгледи, включително политически радикализъм.
Книгата разказва различни случки с главния герой, обикновено от любовен характер, в серия от самостоятелни епизоди. Тя е не така ексцентрична и има по-елегантен стил от Тристрам Шанди и съвременните критици я приемат по-добре. Публикувана е на 27 февруари, а на 18 март Стърн умира.

## Сюжет
Внимание:  Текстът по-долу разкрива сюжета на произведението (или части от него)!
Пътуването на Йорик започва в Кале, където се среща с монах, който събира дарения за неговия манастир. Йорик първоначално отказва да му даде каквото и да било, но по-късно съжалява за решението си. Той и монахът обменят кутиите си за енфие. Той наема двуколка, за да продължи пътуването си. Следващият град, който посещава, е Монтрьой, където наема служител, който да го придружава – млад мъж на име Ла Фльор.
По време на престоя си в Париж Йорик е уведомен, че полицията е взела паспорта му от хотела. Оказал се без паспорт във време, когато Англия е във война с Франция (Стърн пътува до Париж през януари 1762 г., преди края на Седемгодишната война), той рискува да бъде затворен в Бастилията. Йорик решава да отиде във Версай, където посещава Граф Дьо Б, за да си издейства паспорт. Когато Йорик забелязва, че графът чете „Хамлет“, той посочва с пръст името на Йорик, споменавайки, че е Йорик. Графът бързо му осигурява паспорт и Йорик остава доволен от бързото получаването на паспорта си.
Йорик се завръща в Париж и остава още няколко дни, преди да продължи пътуването си към Италия. По пътя той решава да посети Мария – героиня от предишния му роман „Тристрам Шанди“. Майка ѝ казва на Йорик, че Мария е покосена от скръб, откакто съпругът ѝ починал. Йорик утешава Мария, след което си тръгва.
След като преминава през Лион, Йорик отсяда в крайпътен хан. Тъй като има само една спалня, той е принуден да споделя стаята с непозната дама и камериерката ѝ („fille de chambre“). Йорик не успява да заспи и без да иска нарушава даденото обещание да мълчи, което води до спор с дамата. По време на объркването, Йорик случайно се хваща за нещо, принадлежащо на камериерката. Последният ред от романа гласи: „Когато протегнах ръката си, хванах камериерката за ...“, оставяйки читателя да тълкува края на изречението свободно.

## Продължение
Тъй като Стърн умира преди да успее да напише продължението, пише го дългогодишният му приятел Джон Хол-Стивънсън (Юджиниъс в романа) и го озаглавява „Сантименталното пътешествие на Йорик продължава“. Уводът му съдържа кратка информация за живота и творчеството на Лорънс Стърн.

## Герои
- Пастор Йорик – един от най-безбожните свещеници, изключително влюбчив, постоянно влюбен в някоя жена
- Монахът – вероятно около 65-годишен, с бледо, но проницателно лице, със слабо телосложение, с ръст – малко над средния
- Мосю Десен – стопанинът на странноприемницата, в която пътешественикът е отседнал във Франция
- Мадам дьо Л. – 26-годишна от Брюксел, естествено привлекателна, сдържано пряма, добре възпитана и благоразумна
- Граф дьо Л. – брат на дамата
- Стопанина
- мадмоазел Жантон – дъщеря на стопанина
- Ла Фльор (името идва от френските комедии) – слуга на пастор Йорик, млад, трудолюбив и доста ухажван от жените мъж, любимец на цял Монтрьой
- Мадам дьо Рамбуйе
- Граф дьо Биси
- Възрастен офицер, напомнящ на Тобайъс Шанди (най-свидният му приятел, който обаче вече е починал)
- Мария

## Културно наследство
През 1980-те години американската писателка Елизабет Робин Пенъл и нейният съпруг Йозеф Пенел предприемат пътуване по маршрута на Стърн. Техните пътувания с двоен велосипед са описани в книгата „Нашето сантиментално пътешествие през Франция и Италия“ (1888).
Виктор Шкловски смята Стърн за един от най-важните му писателски предшественици и пише свое собствено „Сантиментално пътешествие: Мемоари“ 1917 – 1922.

## На български
Сантиментално пътешествие из Франция и Италия. Превод от английски Йордан Костурков. София: Народна култура, 1981, 168 с. 2 изд. София: Сиела, 2009, 160 с.